# Vallicula multiformis
Vallicula multiformis är en kammanetart som beskrevs av Rosa Rankin 1956. Vallicula multiformis ingår i släktet Vallicula och familjen Coeloplanidae. Inga underarter finns listade i Catalogue of Life.